# Doctrina de los dos reinos
La doctrina de los dos reinos es una doctrina protestante que sostiene que Dios es el gobernante de todo el mundo y que gobierna de dos maneras. La doctrina es sostenida por luteranos y ha sido históricamente la misma doctrina para los calvinistas, aunque los neocalvinistas tienen un punto de vista diferente llamado mandato cultural.
De acuerdo con esta doctrina, Dios gobernaría el mundo terrenal o mundo de la mano izquierda a través del gobierno secular, mediante la ley, y en el reino de los cielos o reino de la mano derecha mediante el evangelio y la gracia divina. 
La doctrina de los dos reinos es simplemente otra forma de la distintiva enseñanza luterana de la Ley y el Evangelio. El libro oficial que define al luteranismo, el Libro de la Concordia, compilado en 1580, hace referencia a un sermón de Martín Lutero sobre esto a partir de 1528 predicado el decimonoveno domingo después de la Trinidad en Marburg, sobre los Dos Reinos o las dos tipos de justicia.
En ese sermón afirma que el reino terrenal (mano izquierda) incluye todo lo que podemos ver y hacer en nuestros cuerpos. Esto incluye total y especialmente lo que se hace en la iglesia. Esto se enseña para que esté claro que en el Reino Celestial (mano derecha), lo único que se incluye allí es solo la fe en Cristo. Solus Christus y Sola fide (La fe sola) son lemas luteranos que reflejan estos paradigmas.
La base bíblica para esta doctrina, es la distinción que San Pablo hace en la Epístola a los Romanos 8 entre el cuerpo físico y el espíritu. Esto marca la ruptura de Martín Lutero con la comprensión escolástica tradicional de Romanos 8. El escolástico entendió que en esta dicotomía la carne era vicio, profano y secular, mientras que el espíritu era virtud, sagrado e iglesia.
Lutero veía este contraste en lugar de ser un movimiento de virtudes teologales, que incluía especialmente lo sagrado y lo eclesiástico y cualquier justicia que pudiéramos hacer o que fuese visible, solo a la justicia invisible de la fe en Cristo, la cual en El sermón al que hace referencia aquí dice que "carece de sentido en la tierra excepto para Dios y para una conciencia preocupada".